# Cables de integridad resistentes al fuego
La resistencia al fuego es una norma de aplicación a cables eléctricos y de transmisión de datos para circuitos de emergencia.  Dicha norma verifica si el cable mantiene su funcionamiento incluso durante un evento declarado de incendio.  Es la  UNE-EN 50362:2003
Los cables resistentes al fuego llevan las letras AS en su nomenclatura, acrónimo de Alta Seguridad. Otra manera de referirlos el mediante los minutos que soportan el funcionamiento normal de los circuitos de emergencia en contacto con el fuego,  siendo RFXX, con XX= 30,  60, 90,  120 por ejemplo. En la nomenclatura internacional estos cables llevan el identificador retardante de llama.

## Comportamiento
Los cables tanto de comunicaciones como eléctricos tienen un comportamiento particular frente a un evento de fuego.  Tradicionalmente los cables han emitido cantidades muy altas de humos negros que han resultado ser tóxicos y corrosivos,  dañando tanto a las personas que estaban siendo evacuadas, como a los equipos que han alcanzado. 
En Europa se han editado normas que regulan dicho comportamiento para minorar los daños en caso de incendio.

## PVC
Cuando se quema un cable con cubierta de PVC, se genera cloruro de hidrógeno,  un gas altamente tóxico. Además de un humo opaco muy denso que impide la evacuación. Al mezclarse con el agua de la extinción se genera ácido clorhídrico,  que es una sustancia tóxica y corrosiva. 

## Regulación
Los nuevos cables impiden que el incendio se propague, no generan humos opacos por lo que no dificultan las rutas de escape y no generan gases tóxicos, por lo que ni las personas ni los equipos se ven dañados en caso de evacuación por incendio declarado. 

### No propagación de la llama
Los cables no propagarán la llama,  conforme a la norma UNE EN 60332-1,  UNE EN 60332-2  Los ensayos disponen un cable aislado y varios cables en grupo con mecheros de baja capacidad (1kW). Dichos ensayos verifican que la zona quemada no progresa quedando limitada al lugar donde incide el mechero. 
Métodos de ensayo para cables eléctricos y cables de fibra óptica sometidos a condiciones de fuego. Parte 1-2: Ensayo de propagación vertical de la llama para un conductor individual aislado o cable. Procedimiento para llama premezclada de 1kW.
En la literatura internacional, estos cables se denominan Flame Retardant

### No propagación del incendio
La norma verifica que un conjunto de cables no propagará un incendio declarado,  empleando un mechero de alta capacidad (20kW) y ventilación forzada. Norma IEC 60332-3 o UNE EN 50266-2.

### Emisión de gases tóxicos
Los gases que se emiten al quemar cables no contendrán halógenos, ni se formarán gases tóxicos o ácidos. Norma UNE-EN 50267-2-3:1999
Texto de la norma: Métodos de ensayo comunes para cables sometidos al fuego. Ensayo de gases desprendidos durante la combustión de materiales procedentes de los cables. Parte 2: Procedimientos. Sección 3: Determinación del grado de la acidez de los gases de los cables a partir de la medida de la media ponderada del PH y de la conductividad

### Emisión de humos
Los cables ardiendo no generarán humos opacos que dificulten la visión o que impidan el paso de la luz. Norma IEC 61034. 

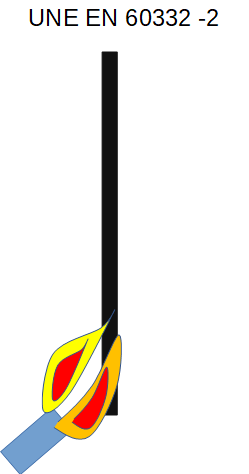
60332-2
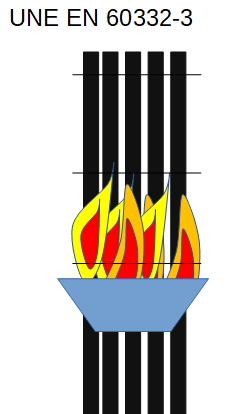
60332-3
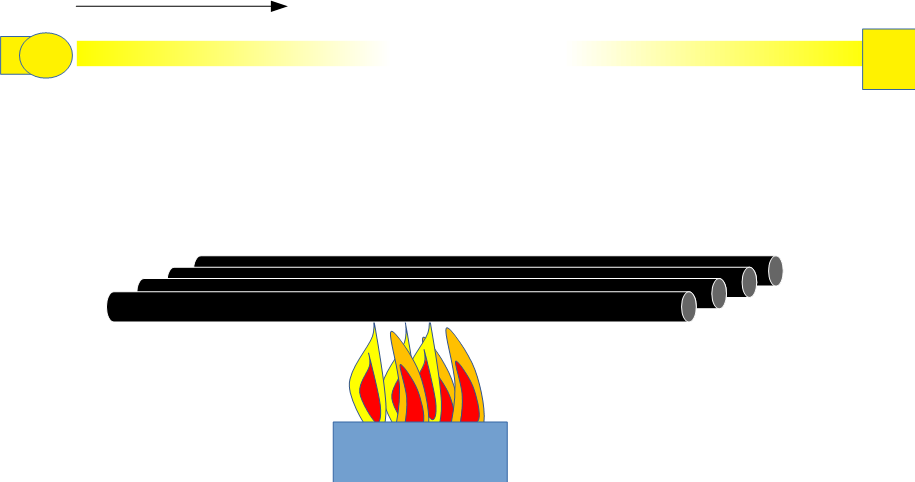
61034

### LSZH
Algunos cables se engloban dentro de la nomenclatura LSZH,  que proviene del inglés en:Low Smoke Zero Halogen.  Se trata de una categoría que ha alcanzado reconocimiento internacional y aplica a todos los cables que se instalan en interiores. Se trata de un compuesto inventado en 1979 implementado por Raychem